# Robert Dymkowski
Robert Jarosław Dymkowski (ur. 15 maja 1970 w Koszalinie) – polski piłkarz (napastnik) i trener piłkarski.

## Życiorys
Wychowanek Gwardii Koszalin, występował następnie w Pogoni Szczecin, greckim PAOK FC, ponownie w Pogoni, Widzewie Łódź i Arce Gdynia.
W Pogoni Szczecin zadebiutował 25 sierpnia 1990. Pierwszy występ w II lidze (wówczas drugim poziomie ligowym) zaliczył 8 sierpnia 1992 w Szczecinie w przegranym przez jego klub meczu przeciwko Ruchowi Chorzów (0:3). W 1991 wywalczył tytuł króla strzelców tej ligi. W barwach Pogoni Szczecin rozegrał ponad 250 spotkań na najwyższym poziomie ligowym, strzelił 72 bramki, zdobył tytuł wicemistrza Polski (w sezonie 2000/2001), a w kolejnym sezonie wystąpił w Pucharze UEFA. Grał w  reprezentacji Polski do lat 21. Przez pewien czas był wypożyczony do greckiego klubu PAOK FC.
Po zakończeniu sezonu 2001/2002 przeszedł do Widzewa Łódź, od wiosny 2004 reprezentował Arkę Gdynia. Po sezonie 2004/2005 zakończył karierę piłkarską.
Następnie pełnił obowiązki drugiego trenera czwartoligowych rezerw Pogoni Szczecin. W 2007 został dyrektorem sportowym szczecińskiego klubu. Pracował również jako trener juniorów. W 2022 został trenerem kobiecej drużyny piłkarskiej Pogoni Szczecin.
W wyborach samorządowych w 2006 uzyskał mandat radnego Szczecina jako bezpartyjny kandydat z listy Platformy Obywatelskiej. W wyborach w 2010 nie uzyskał reelekcji, ponownie startując z listy PO. W 2014 wstąpił do Stronnictwa Demokratycznego.
W 2023 ujawnił, że zdiagnozowano u niego stwardnienie zanikowe boczne.